# Киевская государственная академия водного транспорта имени гетмана Петра Конашевича-Сагайдачного
Киевская государственная академия водного транспорта имени гетмана Петра Конашевича-Сагайдачного (укр. Київська державна академія водного транспорту імені гетьмана Петра Конашевича-Сагайдачного) — государственное учебное заведение высшего образования Украины, расположенное в городе Киев.
29 февраля 2016 академия стала Государственным университетом инфраструктуры и технологий.

## История
В конце сентября 1912 года Министр путей сообщения Российской империи Сергей Васильевич Рухлов дал разрешение на открытие в Киеве речного училища 1-го разряда на средства Киевского отделения Императорского союза судоходства. 17 ноября 1912 года Киевское речное училище торжественно открыли в присутствии киевского генерал-губернатора генерал-адъютанта Ф. Ф. Трепова, киевского вице-губернатора Б. Д. Кошкарова, городского головы И. Н. Дьякова и других высокопоставленных лиц. Первым начальником училища стал А. А. Васильев.

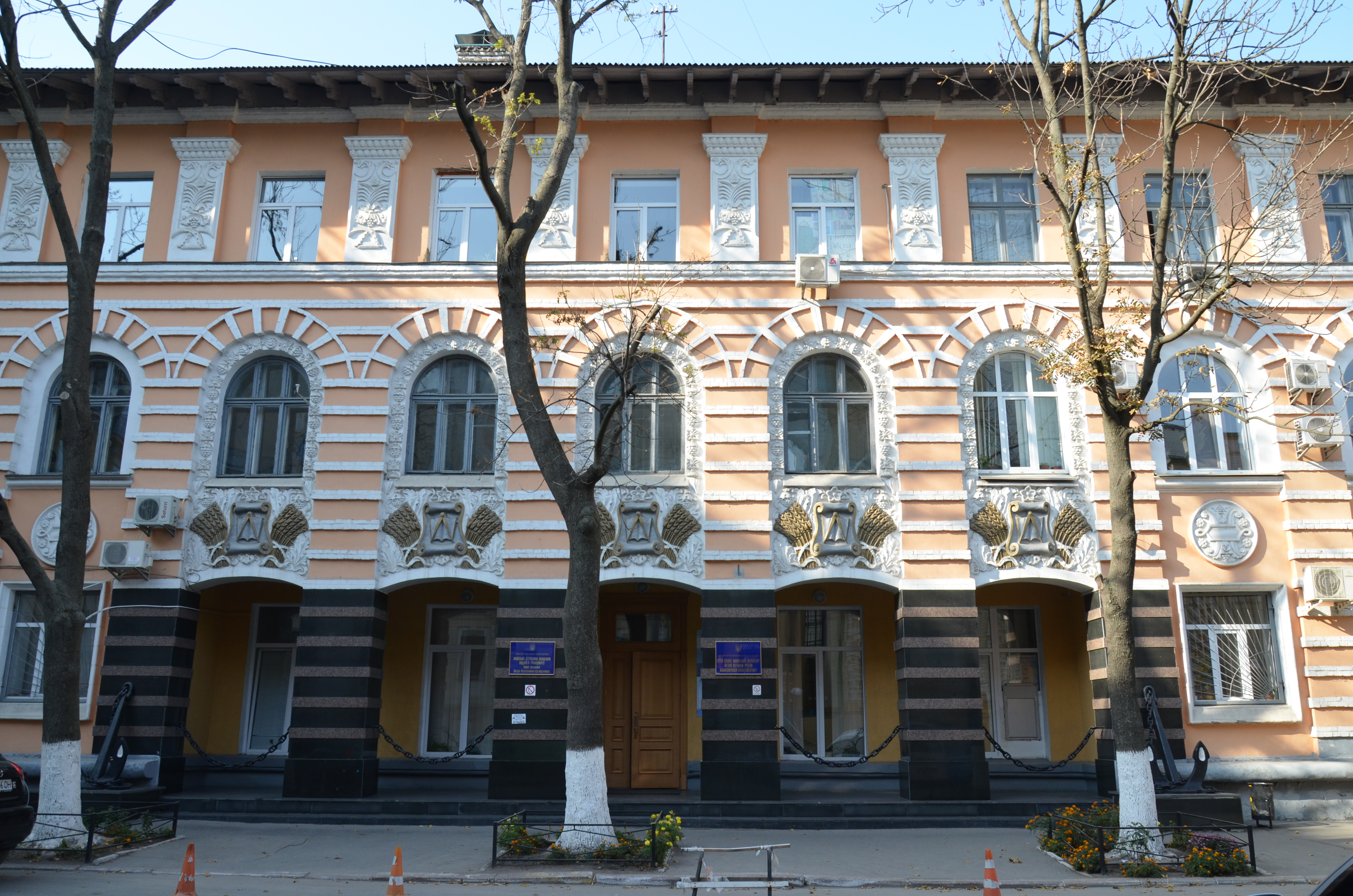
Здание Киевского речного училища в настоящее время

В училище, которое несколько раз переименовывалось и с 1920-го по 1960-е годы год называлось техникумом, проводилась подготовка специалистов водного транспорта, прежде всего судоводителей, судомехаников и гидротехников.
В числе многих выпускников Киевского речного училища были Герои Советского Союза А. И. Гирич и Б. Д. Номинас, вице-адмирал Д. Л. Кутай.
В 1962 году на базе Киевского речного училища состоялось открытие заочного факультета Ленинградского института водного транспорта (ныне Санкт-Петербургский государственный университет водных коммуникаций), где готовили специалистов флота высокой квалификации.
После получения Украиной независимости, факультет Ленинградского института водного транспорта стал Киевским институтом водного транспорта Одесской морской академии. После присоединения к нему (постановлением Кабинета Министров Украины от 14 декабря 1998 года № 1970) Киевского судостроительного техникума (был преобразован 20 марта 1940 года приказом народного Комиссара судостроительной промышленности СССР из профессионально-технического училище завода «Ленинская кузница»), институт был преобразован в самостоятельное высшее учебное заведение — Киевскую государственную академию водного транспорта. В 2003 году распоряжением Правительства Украины академии было присвоено имя выдающегося гетмана-флотоводца Петра Конашевича-Сагайдачного.
29 февраля 2016 академия решением Правительства Украины была объединена с Государственным экономико-технологическим университетом транспорта. Новое высшее учебное заведение получило название Государственный университет инфраструктуры и технологий.
Форма обучения в академии — очная и заочная. Готовит он бакалавров и магистров, направление обучения: «Автоматизация и приборостроение», «Информационная сфера», «Маркетинг», «Менеджмент», «Транспорт», «Экономика». С 2012 года в академии функционируют два специализированных ученых совета по защите кандидатских диссертаций по техническим и экономическим наукам.